# Yanbian Funde
El Yanbian Funde (en chino tradicional, 延邊富德; en chino simplificado, 延边富德; pinyin, Yánbiān Fùdé), conocido como Yanbian FC, fue un equipo de fútbol de China que jugó en la Super Liga China, la primera división de fútbol en el país.

## Historia
Fue fundado en el año 1955 en la ciudad de Yanji, de la prefectura autónoma coreana de Yanbian en la provincia de Jilin con el nombre Jilin FC con el fin de que fuese representada la comunidad coreana en fútbol profesional.
En toda su historia han cambiado de nombre en varias ocasiones, las cuales ha sido:
| Periodo   | Nombre                  | Nombre Oficial                                |
| --------- | ----------------------- | --------------------------------------------- |
| 1955–1957 | Jilin FC                | Jilin                                         |
| 1957–1958 | Changchun FC            | Changchun                                     |
| 1959–1986 | Jilin FC                | Jilin                                         |
| 1987      | Jilin FC                | Yanji Blue Cat (nombre del patrocinio)        |
| 1988      | Jilin FC                | Jilin                                         |
| 1989      | Jilin FC                | Yanbian University (nombre del patrocinio)    |
| 1990–1992 | Jilin FC                | Jilin                                         |
| 1993      | Jilin FC                | Jilin Samsung (nombre del patrocinio)         |
| 1994      | Yanbian FC              | Jilin Samsung (nombre del patrocinio)         |
| 1995–1996 | Yanbian FC              | Yanbian Hyundai Motor (nombre del patrocinio) |
| 1997–1998 | Yanbian FC              | Yanbian Aodong (nombre del patrocinio)        |
| 1999–2000 | Yanbian FC              | Jilin Aodong (nombre del patrocinio)          |
| 2001–2003 | Yanbian FC              | Yanbian                                       |
| 2004      | Yanbian FC              | Yanbian Century (nombre del patrocinio)       |
| 2005–2010 | Yanbian FC              | Yanbian                                       |
| 2011–2013 | Yanbian Baekdu Tiger FC | Yanbian Baekdu Tiger                          |
| 2014      | Yanbian Baekdu FC       | Yanbian Quanyangquan (nomobre del patrocinio) |
| 2015      | Yanbian Baekdu FC       | Yanbian Baekdu                                |
| 2016–     | Yanbian Funde FC        | Yanbian Funde                                 |

En el año 1965 ganó el título de primera división, único del club hasta el momento, pero no pudo defender el título ganado a causa de la revolución china que duró hasta 1973, en la cual terminaron en séptimo lugar.
El club se mantuvo entre la primera y segunda categoría del fútbol chino hasta que la Asociación China de Fútbol reorganizó la liga y terminaron en la tercera división en 1988.
En 1994 el club retorna a la máxima categoría, esta vez dentro de una liga profesional, y para jugar en la liga como un equipo profesional aceptaron cambiar su nombre por el de Jilin Samsung por su patrocinador Samsung para mantenerse en la liga hasta su descenso en el año 2000, lo que provocó que el club fuese adquirido por el Zhejiang Lücheng por 25 millones de Yuanes, provocando que el club jugara en la tercera división como un club filial hasta que en 2004 logran el ascenso a la segunda división.
El 18 de febrero de 2013 el club es castigado por la Asociación China de Fútbol con una deducción de 3 puntos y una multa de medio millón de yuanes por aceptar un soborno a cambio de perder ante el Guangzhou Pharmaceutical FC el 3 de junio de 2006 en la jornada 11 de la liga, lo que provocó el descenso del Guangzhou Pharmaceutical FC. A consecuencia del suceso, el entrenador Gao Hui fue arrestado y sentenciado a 3 años de prisión.
El club desaparece antes de iniciar la temporada 2019 debido al no pago de impuestos atrasados.

## Palmarés
- Chinese Jia-A League/Chinese Super League (1): 1965
- Chinese Jia B League/China League One (1): 2015
- Chinese Yi League/China League Two (1): 1990

## Jugadores

### Jugadores destacados
- Aboubakar Oumarou
- Bubacarr Trawally
- Daniel Quaye
- Emiliano Té
- Soumaila Coulibaly
- Abdulafees Abdulsalam
- Jean-Paul Eale Lutula
- Zola Kiniambi
- Jin Jingdao
- Piao Cheng
- Kim Yong-jun
- Kim Seung-dae
- Ko Ki-gu
- Yoon Bit-garam
- Claude Kalisa
- Cheikh Gadiaga
- Zola Kiniambi
- Bulayima Mukuayanzo
- Cui Guangri
- Gao Zhongxun
- Jiang Feng
- Jin Guangzhu
- Li Hongjun
- Xu Jingxiu
- András Telek

## Entrenadores
- Piao Wanfu (1962–66)
- Li Huen (1991–95)
- Zheng Zhongxie (1995)
- Li Huen (1996)
- Choi Eun-taek (1997–98)
- Gao Hui (1998–00)
- Li Huen (2000–03)
- Gao Hui (2004–07)
- Zhao Yongyuan (2008–09)
- Jin Guangzhu (2009–11)
- Zheng Xianglong (2011–12)
- Cho Keung-yeon (2012)
- Jin Guangzhu (Interino) (2012)
- Cho Keung-yeon (2013)
- Li Guanghao (Interino) (2013)
- Li Huen (2014)
- Li Guanghao (2014)
- Gao Zhongxun (Interino) (2014)
- Park Tae-ha (2015–?)[10]